# Desmodium foliosum
Desmodium foliosum är en ärtväxtart som beskrevs av William Botting Hemsley. Desmodium foliosum ingår i släktet Desmodium och familjen ärtväxter. Inga underarter finns listade i Catalogue of Life.